# غلية
الغِلْيَة هي نوع من الأغاني الإنجليزية التي أُلفت خلال الفترات الباروكية المتأخرة والكلاسيكية والرومانسية (تقريبًا العصر الجورجي مجتمعة). يتناقض الطابع المحترم والفني للغلية مع الجرأة في العديد من موسيقى catch الذي استُمِرّ في تأليفه وغنائه في السنوات الأولى من القرن التاسع عشر.